# Бочкарёв, Пётр Васильевич
Пётр Васильевич Бочкарёв (1917—1982) — капитан Советской Армии, участник Великой Отечественной войны, Герой Советского Союза (1944).

## Биография
Пётр Бочкарёв родился 11 ноября 1917 года в селе Крепость-Кондурча (ныне — Шенталинский район Самарской области) в семье крестьянина. Окончил семь классов школы и геологоразведочный техникум в городе Куйбышев (ныне — Самара). В 1935—1939 годах работал геологом в приисковых управлениях «Лензолото» Бодайбинского района Иркутской области, затем мастером изыскательской партии, мастером-геологом поисковой бригады на приисках. В сентябре 1939 года Бочкарёв был призван на службу в Рабоче-крестьянскую Красную Армию Бодайбинским районным военным комиссариатом. В 1941 году он окончил пехотное училище в Великом Устюге, после чего был направлен в Архангельский военный округ.
С сентября 1941 года — на фронтах Великой Отечественной войны. Участвовал в обороне Ленинграда, в боях у Мги был ранен. Выписавшись из госпиталя, Бочкарёв был направлен на артиллерийские курсы в Ульяновске, окончив которые, он вернулся на фронт. Участвовал в боях на Брянском, Белорусском и 1-м Белорусском фронтах. Участвовал в Курской битве, освобождении Орловской и Брянской областей, Белорусской ССР, Люблина, Демблина, Варшавы, боях в Германии. Пять раз за годы войны был ранен. К августу 1944 года капитан Пётр Бочкарев командовал батареей 1959-го истребительно-противотанкового артиллерийского полка 41-й истребительно-противотанковой артиллерийской бригады 2-й танковой армии 1-го Белорусского фронта. Отличился во время освобождения Польши.
3 августа 1944 года в районе населённого пункта Надма батарея Бочкарёва отразила 7 контратак вражеских танковых и пехотных сил, уничтожив при этом два тяжёлых танка и большое количество живой силы. Батарея попала в окружение и вела бой с 20 тяжёлыми танками в течение 5 часов, уничтожив 4 танка и около взвода вражеских солдат и офицеров.
Указом Президиума Верховного Совета СССР от 26 октября 1944 года за «умелое командование подразделением и проявленные при этом мужество и героизм» капитан Пётр Бочкарёв был удостоен высокого звания Героя Советского Союза с вручением ордена Ленина и медали «Золотая Звезда» за номером 3103.
С декабря 1944 года Бочкарёв командовал отдельным артиллерийским дивизионом 27-й гвардейской стрелковой дивизии. Участвовал в Варшавско-Познанской и Берлинской операциях. После окончания войны служил в Советской военной администрации в Германии. Участвовал в Параде Победы. В 1947 году в звании капитана был уволен в запас. Работал директором дома отдыха в Тернопольской области Украинской ССР, затем заместителем директора обувной фабрики в Кузнецке Пензенской области, с 1965 года был заместителем управляющего трестом «Пензасельстрой», затем заместителем начальника Пензенского производственного управления сельского хозяйства. В 1979 году вышел на пенсию. 
Умер 8 июня 1982 года.
Похоронен на Новозападном кладбище г. Пензы.
Был также награждён орденами Красной Звезды и «Знак Почёта», а также рядом медалей.